# Nasavrky (district de Tábor)
Pour les articles homonymes, voir Nasavrky.
Nasavrky (en allemand : Nasawerk) est une commune du district de Tábor, dans la région de Bohême-du-Sud, en Tchéquie. Sa population s'élevait à 97 habitants en 2020.

## Géographie
Nasavrky se trouve à 6 km au nord-ouest du centre de Tábor, à 60 km au nord-nord-est de České Budějovice et à 71 km au sud-sud-est de Prague.
La commune est limitée par Radkov et Radimovice u Tábora au nord, par Tábor à l'est, par Svrabov au sud et à l'ouest.

## Histoire
La première mention écrite du village date de 1364.